# Juan Luis Espejo
Juan Luis Espejo Tapia (21 de febrero de 1887 - 3 de febrero de 1983) fue un ingeniero e historiador chileno, dedicado a la genealogía. Es considerado uno de los historiadores chilenos más importantes del siglo XX por su aporte al progreso de los estudios genealógicos y en la formación de academias y sociedades dedicadas a las investigaciones históricas y genealógicas en su país, lo que lo llevó a obtener el Premio Nacional de Historia en 1978.

## Biografía
Hijo de Juan Nepomuceno Espejo, que fuera rector del Instituto Nacional por varias décadas, y Aurora Tapia. Estudió en el Instituto Nacional y en la Universidad de Chile, titulándose de ingeniero agrónomo en 1913. Ejerció su profesión durante toda su larga carrera profesional, que desarrolló íntegramente en el departamento de Bienes Raíces del Servicio de Impuestos Internos, primero como tasador y finalmente como jefe. Asimismo, trabajó en la comisión de límites con Perú en Tacna y Arica. 
Desde joven se sintió inclinado por los estudios humanísticos, lo que se manifestó inicialmente con su participación en la reorganización de la Sociedad Chilena de Historia y Geografía durante 1911, Acompañó a Enrique Matta Vial en la formación de la Sociedad Chilena de Historia y Geografía en 1911, donde compartió con los historiadores José Toribio Medina y Tomás Thayer Ojeda, quienes junto a Matta Vial contribuyeron en su formación como historiador y en su interés en los estudios genealógicos. 
En 1914 el gobierno lo comisionó para investigar en diversos archivos europeos, especialmente de Inglaterra y España, lo que culminó en 1915 con la publicación de un índice de documentos relativos a Chile de los archivos del Public Record Office de Londres, el Archivo de las Órdenes Militares de Madrid y el Archivo General de Indias de Sevilla. Dos años más tarde, publicó el estudio genealógico Nobiliario de la Antigua Capitanía General de Chile, obra en la que demostró un acucioso trabajo investigativo de archivos coloniales en Chile y España. Fue designado miembro correspondiente de la Real Academia de la Historia de Madrid.
En las décadas siguientes, realizó nuevos estudios genealógicos y participó en la formación de instituciones dedicadas a las investigaciones históricas, como la Academia Chilena de la Historia en 1933, de la que fue su primer secretario, y el Instituto Chileno de Investigaciones Genealógicas en 1948. Continuando con sus investigaciones, en 1954 publicó una larga y erudita obra de carácter documental sobre la provincia de Cuyo durante la jurisdicción de la Capitanía General del Reino de Chile. Su trabajo Solares y casas de la villa de San Felipe el Real tuvo su origen en una investigación realizada en 1958, que no fue publicada durante la vida del autor, siendo los originales de la obra guardados por Benjamín Olivares de la Sociedad de Historia y Arqueología de Aconcagua, de la cual Espejo había sido socio fundador, hasta su publicación póstuma por parte del Departamento de Historia de la Universidad de Chile en 1988. 
A comienzos de la década de 1970, Espejo mostró su veta literaria con un libro de cuentos titulado Relatos del Santiago de entonces. Ocho años después, cuando se encontraba retirado y a la avanzada edad de 90 años, fue galardonado con el Premio Nacional de Historia, siendo objeto de reconocimientos y homenajes por su aporte al desarrollo de las investigaciones genealógicas en Chile. Unos años más tarde, en 1983, falleció en Santiago a la edad de 95 años.

## Obras
- Índice de documentos relativos a Chile : existentes en el Public Record Office de Londres, Archivo de las Órdenes Militares de Madrid y Archivo General de Indias de Sevilla (1915)
- Nobiliario de la antigua capitanía general de Chile (1917)
- Documentos genealógicos de la familia Valdés (1920)
- Biblioteca chilena de historia, genealogía y heráldica (1922)
- Relaciones de méritos y servicios de funcionarios del reino de Chile : (siglos XVIII y XIX) (1926)
- Los amigos de Gómez Barbadillo (cuentos, 1928)
- El impuesto a la primera transferencia de los bienes raíces : Informe y consulta sobre su aplicación (1933)
- Genealogía de la familia Roco Campofrío de Carvajal (1934)
- Don Francisco Gutiérrez de Espejo : gobernador de las islas de Chiloé y de Juan Fernández (1950)
- La provincia de Cuyo del reino de Chile (1954)
- Nobiliario de la Capitanía General de Chile (1967)
- Relatos del Santiago de entonces (cuentos, 1971)